# Бродіна-де-Жос
Бродіна-де-Жос, Бродина Нижня (рум. Brodina de Jos) — село у повіті Сучава в Румунії. Входить до складу комуни Бродіна.
Село розташоване на відстані 379 км на північ від Бухареста, 67 км на захід від Сучави.

## Населення
За даними перепису населення 2002 року у селі проживали 416 осіб.
Національний склад населення села:
| Національність | Кількість осіб | Відсоток |
| -------------- | -------------- | -------- |
| румуни         | 351            | 84,4%    |
| українці       | 63             | 15,1%    |

Рідною мовою назвали:
| Мова       | Кількість осіб | Відсоток |
| ---------- | -------------- | -------- |
| румунська  | 344            | 82,7%    |
| українська | 70             | 16,8%    |